# Domenico Egidio Rossi

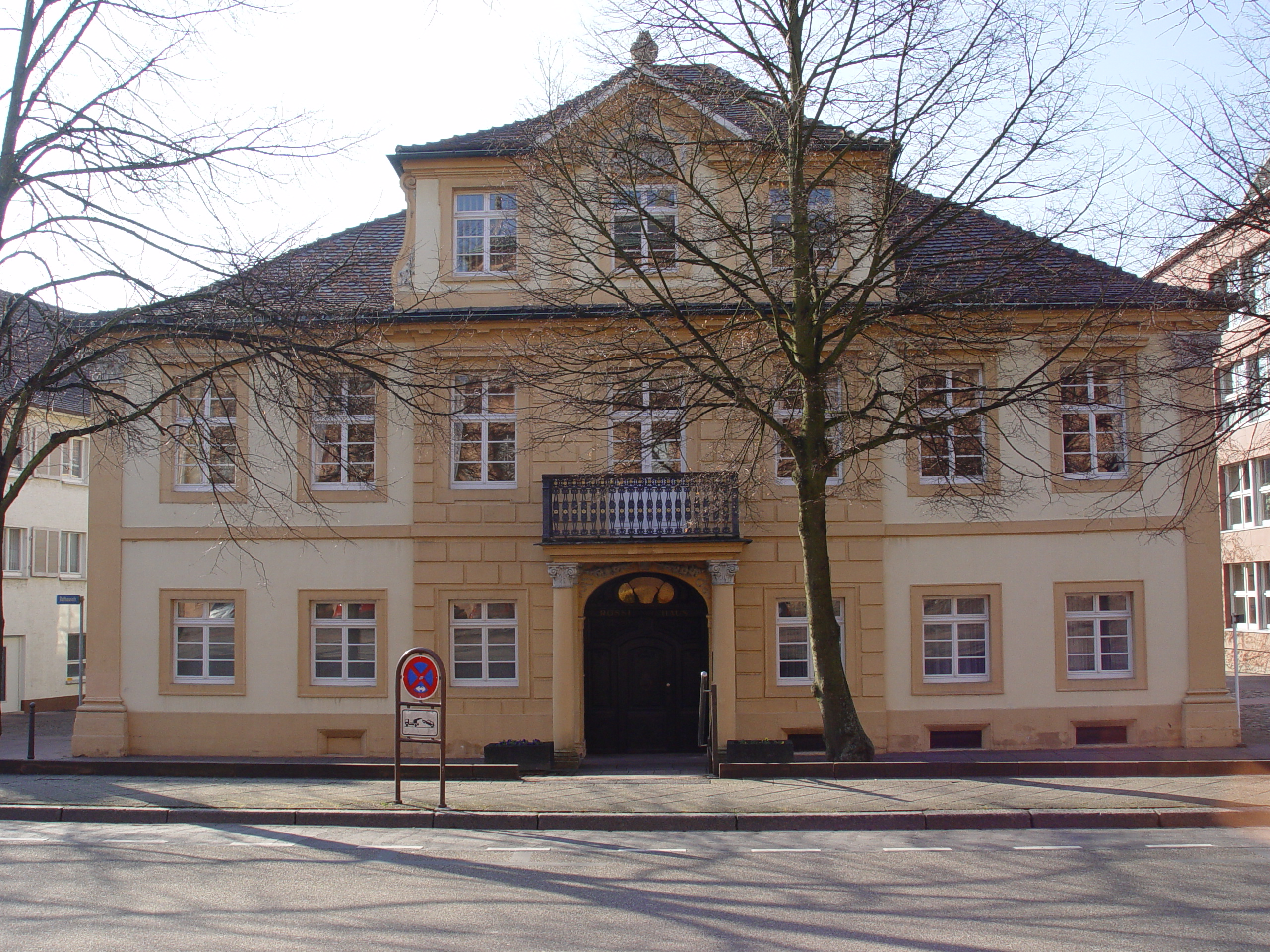
Rossiho dům v Rastattu

Domenico Egidiö Rossi (1. září 1659 Fano – 19. února 1715 Fano) byl italský architekt a stavitel.

## Život
Rossi se narodil na italském pobřeží Jaderského moře. Vzdělání architekta získal v Bologni při malbě kvadratury. Potom pracoval v Praze a Vídni pro několik velkých šlechtických rodin: od 1692 do 1695 pracoval na výstavbě v Praze u českého hraběte Heřmana Jakuba Černína z Chudenic (1659–1710). Když Rossi ohrožoval kordem jednoho štukatéra z okruhu jeho konkurentů, byl na něj vydán zatykač a prchl poté do Vídně. Tak pracoval pro rod Lichtenštejnů v Čechách, na Moravě a ve Vídni. Markrabě Ludvík Vilém I. Bádenský (1655–1707) a jeho manželka Franziska Sibylla Augusta von Sachsen-Lauenburg (1675–1733) najali ho 1697/98 od hraběte Černína a Rossi přišel jako vedoucí výstavby do Rastattu. Rossi plánoval a vytvářel město Rastatt a jeho nejvýraznější prací je zámek Rastatt, Kromě toho byl také činný u dvora markraběte v Durlachu. V letech 1703/1704 podnikl také cestu do Bologne a Fano.
V Rastattu žil Rossi se svou ženou Annou Magdalenou a se čtyřmi dětmi až do smrti markraběte v lednu 1707. Pro vdovu po markraběti byl dvorní stavitel příliš drahý, takže ho několik týdnů po smrti markraběte z jejich služeb propustila a novým dvorním stavitelem jmenovala Rossiho žáka Lorenzo di Saleho. Rossi se vrátil v roce 1708 do Itálie, kde pracoval pro vévodu z Parmy Francesco Maria Farnese (1619–1647). V roce 1708 byl Rossi markraběnkou volán k zodpovědnosti kvůli škodám na vazbě krovů a stropů zámku Rastatt a v Mantově byl nejprve zatčený, ale brzy zase propuštěný.

## Dílo

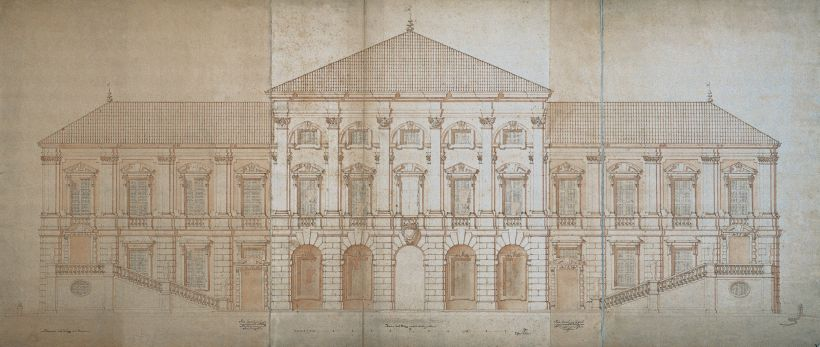
Zahradní palác Lichtenštejnů ve Vídni-Rossau, 1690/91

- od 1688: návrh a začátek stavby zahradního paláce pro knížete Liechtensteina ve vídeňské Fürstengasse (Rossau), v roce 1692 ho vystřídal Domenico Martinelli (1650–1718)
- 1692–1695: spolupráce (výmalba) Černínského paláce v Praze
- 1693–1695: přestavba a přetvoření Černínského zahradního paláce i se zahradou ve Vídni-Leopoldstadtu
- 1698: palác Caprara-Geymüller ve Vídni
- 1698: návrhy na rezidenční zámek Durlach (Karlsburg) v Karlsruhe
- 1697/98: práce na loveckém zámku Rastatt (neukončeny)
- před 1698: projekt na obnovu protestantského městského kostela Durlach – prováděl: Giovanni Mazza z Bologne
- 1698–1702: projekty na rekonstrukci jezuitských kolejí v Baden-Badenu (dnešní radnice) a jezuitského kostela v Baden-Badenu – neshody se stavitelem a mistrem Johannem Jakobem Rischerem (1662–1755)
- kolem 1700: Rossiho dům, Rastatt
- 1699–1702: zámek Scheibenhardt u Karlsruhe
- 1699–1707: rezidenční zámek Rastatt
- 1701/02: vedení restaurátorských prací na zámku Baden-Badenu
- 1701/02: projekty a základy pro městský kostel v Rastattu – dokončil: Johann Peter Ernst Rohrer (1687–1762)

## Spis
- Domenico Egidio Rossi: Studio d’architettura civile. Rom 1721